# Jean Casale
Jean Pie Hyacinthe Paul Jerome Casale, Marquis de Montferato (24. září 1893, Olmeta di Tuda, Korsika, Francie – 23. června 1923) byl 22.–25. nejúspěšnějším francouzským stíhacím pilotem první světové války s celkem 13 uznanými sestřely.

## Život
Narodil se roku 1893 v Olmeta di Tuda na Korsice. V devíti letech přišel o otce a v patnácti letech i o matku. Navštěvoval střední školu v Bastii.
Dne 1. října 1913 narukoval do francouzské armády a byl přidělen k 8. pluku Chasseurs à Cheval. Do boje se dostal na samém počátku první světové války. Dne 19. srpna 1914 byl v boji zraněn. Po zotavení se v prosinci 1914 přihlásil k letectvu. Vojenským pilotem se stal 20. dubna 1915. Dne 19. května 1916 byl vyznamenán Médaille militaire. Dne 10. prosince 1916 dosáhl svého pátého uznaného sestřelu a stal se leteckým esem. Během války dosáhl celkem třinácti sestřelů.
Dne 14. června 1919 dosáhl s letounem Nieuport-Delage NiD.29C-1 světového rekordu Mezinárodní letecké federace (FAI) v dosažené výšce. Během přibližně dvouhodinového letu vystoupal až do 9520 metrů. Čelil přitom teplotám až -50 °C. Přistál ve Villacoublay.
Zahynul 23. června 1923 při letecké nehodě.

## Vyznamenání
- Médaille militaire
- Croix de Guerre s devíti palmami
- Rytíř Řádu čestné legie